# ブレインストーミング/君さえ居れば何も要らない
『ブレインストーミング/君さえ居れば何も要らない』（ブレインストーミング/きみさえいればなにもいらない　英題：Brainstorming / Don't want anything but you）は、モーニング娘。の53枚目のシングル。2013年4月17日に発売された。

## 概要
50枚目の「One・Two・Three/The 摩天楼ショー」以来のダブルAサイド（両A面）シングル。田中れいなの卒業シングル。
2013年2月27日、「ブレインストーミング」ミュージック・ビデオ「ルーズショット Ver.」がYouTubeに公開。
当初「ブレインストーミング」は発売未定の未発表曲とされていたが、3月13日に「君さえ居れば何も要らない」ミュージック・ビデオ「Dance Shot Ver.」がYouTubeで公開されると共に、両A面シングルとしての発売が発表された。
楽曲のシングル盤は、「初回生産限定盤A」、「初回生産限定盤B」、「初回生産限定盤C」、「初回生産限定盤D」、「初回生産限定盤E」、「通常盤A」、「通常盤B」の7形態で発売された。
「初回生産限定盤A」、「初回生産限定盤B」、「初回生産限定盤C」には、DVDが同梱。
初回生産限定盤には、イベント抽選シリアルナンバーカードが封入。

## アートワーク
| 初回生産限定盤A | 『ブレインストーミング』／『君さえ居れば何も要らない』歌唱メンバー全11名 |
| 初回生産限定盤B | 『ブレインストーミング』／『君さえ居れば何も要らない』歌唱メンバー全11名 |
| 初回生産限定盤C | 『ブレインストーミング』／『君さえ居れば何も要らない』歌唱メンバー全11名 |
| 初回生産限定盤D | 道重さゆみ、譜久村聖、生田衣梨奈、飯窪春菜、石田亜佑美                   |
| 初回生産限定盤E | 鞘師里保、鈴木香音、佐藤優樹、工藤遥、小田さくら                         |
| 通常盤A         | 『ブレインストーミング』／『君さえ居れば何も要らない』歌唱メンバー全11名 |
| 通常盤B         | 『ブレインストーミング』／『君さえ居れば何も要らない』歌唱メンバー全11名 |

## 規格品番

### 初回生産限定盤A
- CD：EPCE-5948
- DVD：EPCE-5949

### 初回生産限定盤B
- CD：EPCE-5950
- DVD：EPCE-5951

### 初回生産限定盤C
- CD：EPCE-5952
- DVD：EPCE-5953

### 初回生産限定盤D
- EPCE-5954

### 初回生産限定盤E
- EPCE-5955

### 通常盤A
- EPCE-5956

### 通常盤B
- EPCE-5957

## 楽曲
ブレインストーミング
「ブレインストーミング」というタイトルについては、「現状の日本が先に向けて進んでいく為にこの世の頭脳を集結させて、みんなで知恵を持ち寄り、なんとかこの混沌から脱却出来ないか!」というつんく♂の願いから付けられたものであり、「ブレスト」と略してタイトルとする案もあったという。
振付を担当したYOSHIKOによると、ダンスは「四角」をイメージにした前作「Help me!!」に対して「丸」や「円」、動きは、このシングルが発売された2013年の干支であるヘビをテーマにしている。ちなみに、当時の現役メンバーだった道重と田中は、1989年の巳年生まれである。
ライブではシングル発売発表前の3月2日・3日に開催された『Hello! Project 春の大感謝 ひな祭りフェスティバル 2013』で初披露となった。
君さえ居れば何も要らない
ダンスは「壊れた人形」がテーマであり、工場で作られた人形が壊れていく過程を表現しており、フォーメーションおよびミュージックビデオのセットは宇宙空間をイメージしている。こちらの振り付けもYOSHIKOが担当している。
Rockの定義
田中れいなのソロ曲で卒業記念ソング。田中を中心に結成されたLoVendoЯでも演奏できるような曲を想定して作曲され、実際にLoVendoЯのライブでも披露されている。
歌詞について田中は、「歌詞を見て、誰にも見せていない本当の（田中）れいなの姿が書かれていて、彼（つんく♂）が自分をちゃんと見てくれていたのが嬉しかったし、すごく愛を感じた」と述べている。
この曲にもミュージック・ビデオが存在し、『プッチベスト14 Blu-ray Disc』に収録。

## 収録曲
※全作詞・作曲：つんく

### 初回生産限定盤A、初回生産限定盤B、初回生産限定盤C、通常盤B
1. ブレインストーミング[4:11]
編曲：大久保薫
2. 君さえ居れば何も要らない[4:30]
編曲：平田祥一郎
3. A B C D E-cha E-cha したい
編曲：大久保薫
4. ブレインストーミング（Instrumental）
5. 君さえ居れば何も要らない（Instrumental）

初回生産限定盤A付属DVD
1. ブレインストーミング（Music Video）
2. ブレインストーミング（Dance Shot Ver.）

初回生産限定盤B付属DVD
1. 君さえ居れば何も要らない（Music Video）
2. 君さえ居れば何も要らない（Close-up Ver.）

初回生産限定盤C付属DVD
1. Rock の定義/田中れいな（Music Video）
2. 「ブレインストーミング/君さえ居れば何も要らない」メイキング映像

### 初回生産限定盤D
1. ブレインストーミング[4:11]
編曲：大久保薫
2. 君さえ居れば何も要らない[4:30]
編曲：平田祥一郎
3. トキメクトキメケ
編曲：江上浩太郎
歌：道重さゆみ、譜久村聖、生田衣梨奈、飯窪春菜、石田亜佑美
4. ブレインストーミング（Instrumental）
5. 君さえ居れば何も要らない（Instrumental）

### 初回生産限定盤E
1. ブレインストーミング[4:11]
編曲：大久保薫
2. 君さえ居れば何も要らない[4:30]
編曲：平田祥一郎
3. いつもとおんなじ制服で
編曲：江上浩太郎
歌：鞘師里保、鈴木香音、佐藤優樹、工藤遥、小田さくら
4. ブレインストーミング（Instrumental）
5. 君さえ居れば何も要らない（Instrumental）

### 通常盤A
1. ブレインストーミング[4:11]
編曲：大久保薫
2. 君さえ居れば何も要らない[4:30]
編曲：平田祥一郎
3. Rock の定義
編曲：大久保薫
歌：田中れいな
4. ブレインストーミング（Instrumental）
5. 君さえ居れば何も要らない（Instrumental）

## チャート成績
前作「Help me!!」に続き、2作連続オリコン1位獲得。2作連続オリコン1位獲得は、2001年10月31日発売、13枚目「Mr.Moonlight 〜愛のビッグバンド〜」、2002年2月20日発売、14枚目「そうだ! We're ALIVE」以来、11年2か月ぶり。

## 参加メンバー
- 6期：道重さゆみ、田中れいな
- 9期：譜久村聖、生田衣梨奈、鞘師里保、鈴木香音
- 10期：飯窪春菜、石田亜佑美、佐藤優樹、工藤遥
- 11期：小田さくら

## 参加ミュージシャン
- 大久保薫 - キーボード&プログラミング（1、初回A3、初回B3、初回C3、初回D3、通常A3、通常B3）
- 鎌田浩二 - ギター（1、通常A3）
- 鞘師里保 - コーラス（1、2、初回A3、初回B3、初回C3、初回E3、通常B3）
- CHINO - コーラス（1、2、初回A3、初回B3、初回C3、初回D3、初回E3、通常A3、通常B3）
- つんく♂ - コーラス（1、2、初回D3）
- 平田祥一郎 - プログラミング（2）
- 道重さゆみ - コーラス（2、初回A3、初回B3、初回C3、初回D3）
- 江上浩太郎 - プログラミング（初D3、初E3)

## 収録アルバム
- The Best!〜Updated モーニング娘。〜
- ベスト! モーニング娘。20th Anniversary